# Homer mulat
Homer mulat (Homer's Night Out) a Simpson család első évadának tizedik epizódja. Eredeti premier: 1990. március 25. Magyarországon a TV3 kezdte először sugározni 1998. szeptember 25-én.

## Történet
Bart vesz egy kémkamerát, és kifigyeli, amikor Homer leissza magát, és egy Kashmir hercegnő nevű hastáncosnővel táncol. Bart a fotót kidolgozza, és lemásolja; elterjed az egész városban, ami tönkreteszi Homer hírnevét és majdnem a házasságát is. Homer Barney-nál tölti az éjszakát, majd másnap bocsánatot akar kérni. Marge elküldi Bartot Homerral Kashmirhoz, hogy megtanulja, a nők nem csak szexuális tárgyak. Végül Homer is fellép a színpadon, majd Marge, aki a közönség része, megbocsát neki.

## Gag
Kanapé gag: Visszatérő kanapé gag a Homer(osz) odüsszeiáiból.
Tábla gag: "Nem fogom forró tortának hívni a tanárnőt" ("I will not call the teacher "hot cakes")